# Легендарненский элеватор

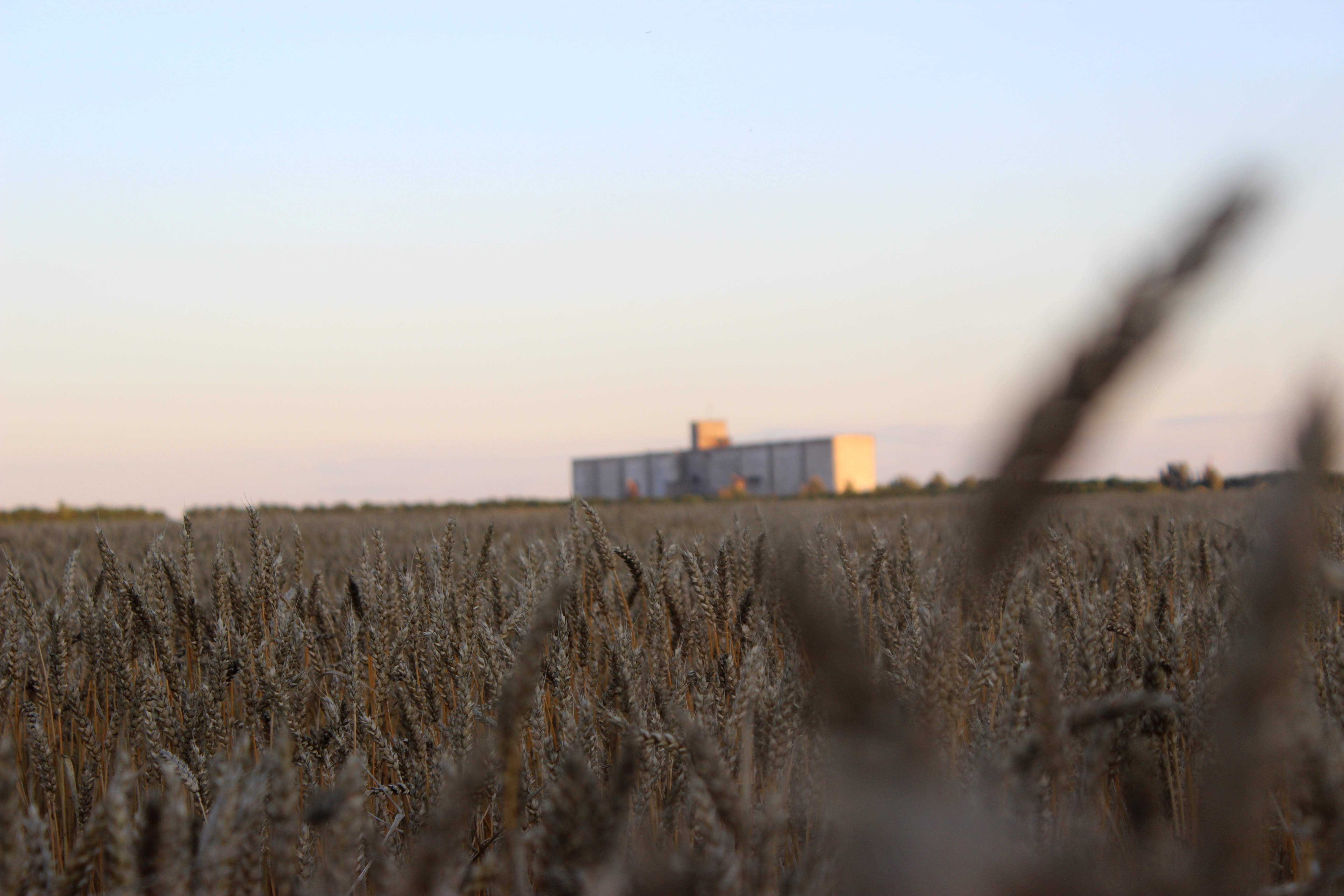

Легендарненский элеватор (укр. Легендарненський елеватор) — предприятие пищевой промышленности который расположен на территории Новодонецкой территориальной общины в с. Иверское

## История

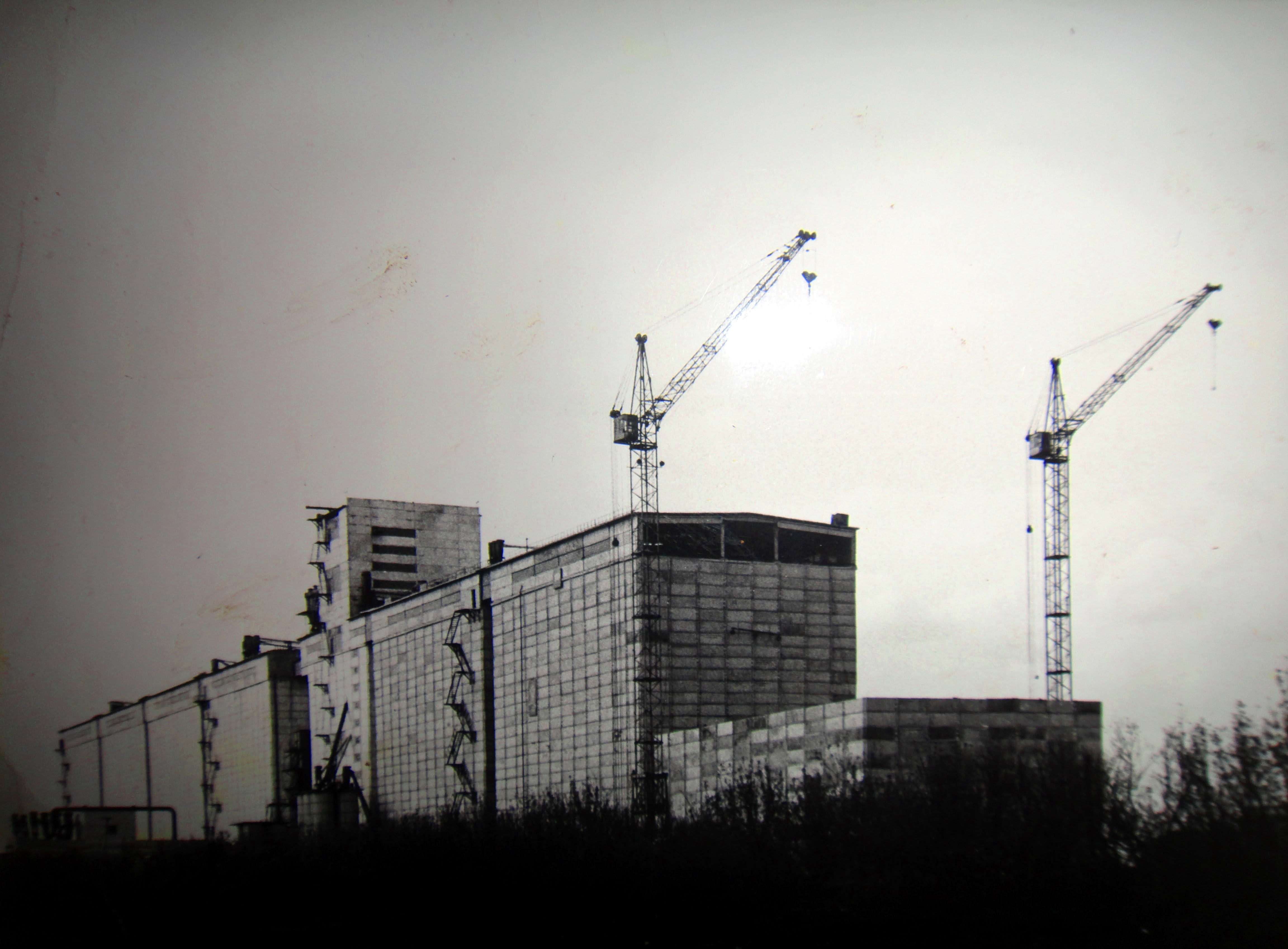
Строительство

Элеватор с. Иверское (возле железнодорожной станции Легендарная в пгт. Новодонецкое) был построен в соответствии с девятым пятилетним планом развития народного хозяйства СССР и введён в эксплуатацию в 1975 году.
После провозглашения независимости Украины элеватор перешёл в ведение министерства сельского хозяйства и продовольствия Украины.
В марте 1995 года Верховная Рада Украины внесла элеватор в перечень предприятий, приватизация которых запрещена в связи с их общегосударственным значением.
После создания в августе 1996 года государственной акционерной компании «Хлеб Украины» элеватор стал дочерним предприятием ГАК «Хлеб Украины».
После создания 11 августа 2010 года Государственной продовольственно-зерновой корпорации Украины элеватор был включён в состав предприятий ГПЗКУ.
В ходе проверки деятельности элеватора в 2017 году было установлено, что по решению исполнительного комитета Иверского сельского совета на государственный элеватор стоимостью 22 млн. гривен состоялось незаконное оформление права частной собственности. В октябре 2017 года по решению хозяйственного суда Донецкой области элеватор был возвращён в государственную собственность.

## Современное состояние

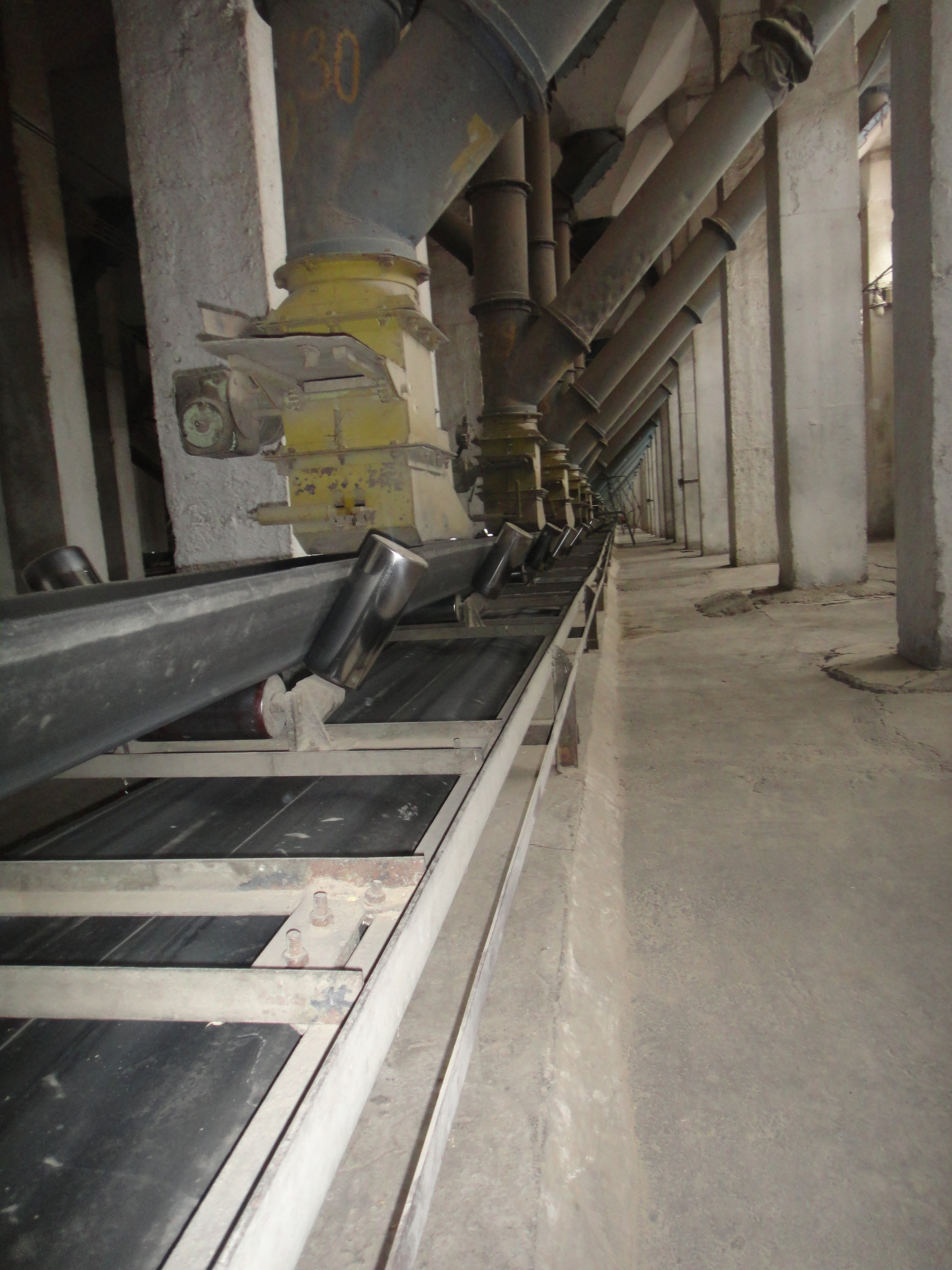
зерновые установки

Основной функцией предприятия является хранение зерновых культур (пшеницы, кукурузы, ячменя), а также семян масличных культур (подсолнечника).

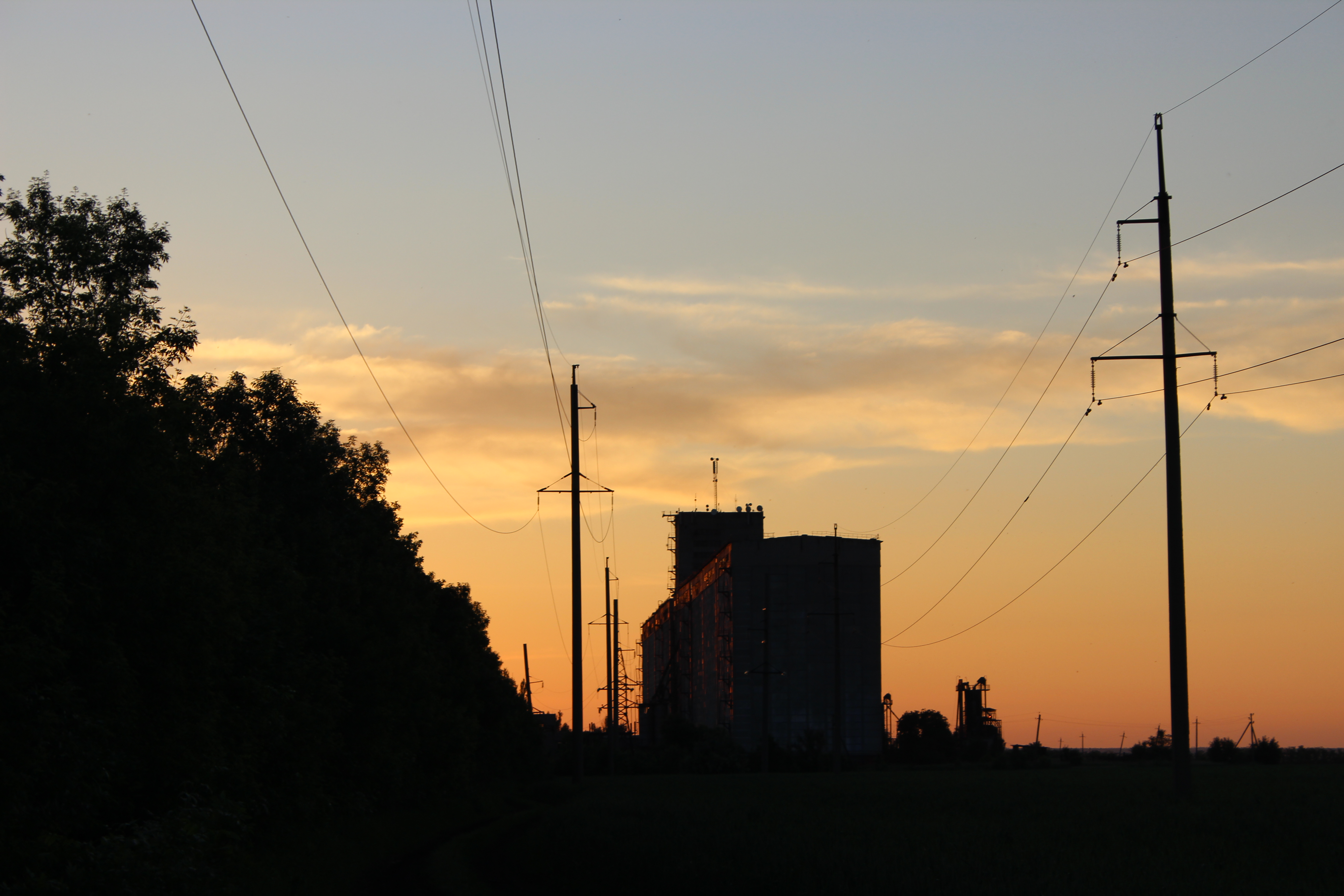
элеватор «Легендарный»

Емкость элеватора составляет 144 тыс. тонн.